# Coefficiente UEFA
Il coefficiente UEFA o ranking UEFA (in francese Coefficients UEFA), a livello calcistico, è un sistema utilizzato dall'UEFA introdotto nel 1979 per classificare le squadre impegnate nei tornei continentali maschili: le nazionali e i club.
La confederazione pubblica tre tipi di graduatorie: una stagionale, una quinquennale e una decennale. Per classificare le squadre di club e per decidere quante di queste, all'interno di ogni campionato nazionale, potranno avere accesso diretto, o indiretto attraverso i preliminari, alla UEFA Champions League o alla UEFA Europa League, e dalla stagione 2021-2022, alla UEFA Conference League, viene realizzata una speciale classifica per ogni campionato nazionale.
Allo stesso modo nel 2000 è stato introdotto nel calcio femminile per classificare le squadre di club e decidere quante, all'interno di ogni campionato nazionale, potranno accedere alla UEFA Women's Champions League. Ulteriormente è applicato nel calcio femminile e nel calcio a 5.

## Coefficiente per club
I coefficienti dei club si basano sui risultati ottenuti dai club nelle cinque precedenti stagioni di UEFA Champions League, UEFA Europa League e UEFA Conference League. I ranking determinano le teste di serie nei vari sorteggi delle competizioni UEFA.
I coefficienti per club stagionali si basano sui risultati delle squadre che partecipano all’attuale edizione di UEFA Champions League, UEFA Europa League e UEFA Conference League. I ranking, combinati con quelli delle precedenti quattro stagioni, determinano la fascia di ciascun club nei sorteggi delle competizioni UEFA.
I coefficienti dei club vengono calcolati tenendo conto della somma di tutti i punti ottenuti nei precedenti cinque anni oppure del coefficiente della federazione di appartenenza durante lo stesso arco di tempo, utilizzando il valore più alto tra i due.
Questi ranking verranno aggiornati dopo ogni turno delle competizioni UEFA per club.
Il coefficiente di un club viene calcolato sommando il numero totale di punti ottenuti in una determinata stagione in UEFA Champions League, UEFA Europa League e UEFA Conference League.
Il coefficiente di un club nelle cinque stagioni si ottiene sommando i coefficienti delle cinque stagioni precedenti, oppure considerando il 20% del coefficiente della rispettiva federazione nei cinque anni. Si utilizza il valore più alto tra i due.
I punti assegnati in ogni stagione seguono il regolamento della competizione pertinente per la specifica stagione; pertanto, quanto segue vale solo per i punti assegnati nella stagione 2021/22.
I punti vengono assegnati come segue:
| Round          | Round                         | Champions League | Europa League | Conference League |
| -------------- | ----------------------------- | --- | --- | --- |
| Qualificazione | Qualificazione                | - | - | 1 (club eliminato nel 1º round di Qualificazione) |
| Qualificazione | Qualificazione                | - | - | 1,5 (club eliminato nel 2º round di Qualificazione) |
| Qualificazione | Qualificazione                | - | - | 2 (club eliminato nel 3º round di qualificazione) |
| Qualificazione | Qualificazione                | - | - | 2,5 (club eliminato nel round di playoff) |
| Fase a Gironi  | punti minimi                  | - | 3 (se il club non fa punti durante la fase a gironi)                                                                         | 2,5 (se il club non fa punti durante la fase a gironi) |
| Fase a Gironi  | punti in base al risultato    | 2 (in caso di vittoria) 1 (in caso di pareggio)                                                                           | 2 (in caso di vittoria) 1 (in caso di pareggio)                                                                              | 2 (in caso di vittoria) 1 (in caso di pareggio) |
| Fase a Gironi  | punti in base alla classifica | 6 (se il club termina la fase a gironi tra la 25ª e 36ª posizione), incremento di 0,25 per ogni posizione dalla 24ª in su | 0 (se il club termina la fase a gironi tra la 25° e la 36ª posizione), incremento di 0,25 per ogni posizione dalla 24ª in su | 0 (se il club termina la fase a gironi tra la 25° e la 36ª posizione), incremento di 0,125 per ogni posizione tra la 24° e la 9° incremento di ulteriori 0,25 punti per ogni posizione dall'8° alla 1° |
| Fase finale    | Fase finale                   | 0 (knock-out playoff) 1,5 (al raggiungimento di qualsiasi turno dagli ottavi di finale in poi)                            | 0 (knock-out playoff) 1 (al raggiungimento di qualsiasi turno dagli ottavi di finale in poi)                                 | 0 (knock-out playoff) 0,5 (al raggiungimento di qualsiasi turno dagli ottavi di finale in poi) |

Le parti sottolineate valgono anche per la fase finale. I punti minimi (in corsivo) sono garantiti al raggiungimento della fase a gruppi, ma non vengono sommati ai punti effettivamente ottenuti dal club; quindi se un club ottiene meno di tot. punti durante la fase a gironi (3 in caso di Europa League, 2,5 in caso di Conference League), gli viene affibbiato il punteggio minimo.
Calcolo dei punti per federazione
Il coefficiente stagionale di una federazione viene calcolato sommando i punti ottenuti da tutte le sue squadre in una determinata stagione di UEFA Champions League (UCL), UEFA Europa League (UEL) e UEFA Conference League (UECL) e dividendo la somma totale per il numero di club iscritti nelle tre competizioni.
I punti vengono assegnati come segue:
- 2 - Per ogni vittoria dalla fase a gironi (UCL, UEL, UECL)
- 1 - Per ogni vittoria nelle qualificazioni e agli spareggi (UCL, UEL, UECL)
- 1 - Per ogni pareggio dalla fase a gironi (UCL, UEL, UECL)
- 0,5 - Per ogni pareggio nelle qualificazioni e agli spareggi (UCL, UEL, UECL)
- 4 - Bonus per la partecipazione alla fase a gironi (UCL)
- 4 - Bonus per la partecipazione agli ottavi di finale (UCL)
- 4 - Primo posto nel girone (UEL)
- 2 - Secondo posto nel girone (UEL)
- 2 - Primo posto nel girone (UECL)
- 1 - Secondo posto nel girone (UECL)
- 1 - Per ogni turno raggiunto da un club dagli ottavi di finale (UCL, UEL)
- 1 - Per ogni turno raggiunto da un club dalle semifinali (UECL)

Note supplementari
I calci di rigore dopo i supplementari non contano.

### La classifica attuale
Si elencano le migliori 110 squadre classificate dalla UEFA in base alle statistiche elaborate durante la stagione 2024-2025, che definiscono la graduatoria valida per la stagione 2025-2026.
Le squadre con lo sfondo in azzurro si sono qualificate per la UEFA Champions League 2024-2025, quelle in arancione per la UEFA Europa League 2024-2025 e quelle in verde per la UEFA Conference League 2024-2025.
Fonte: https://it.uefa.com/nationalassociations/uefarankings/club/?year=2025 (aggiornato al 1 giugno 2025)
nota bene: i punteggi in corsivo implicano che la squadra ha ancora da giocare delle partite nelle competizioni europee, e che quindi i punteggi possono cambiare.
| # '24 | # '25 | Dif     | Squadra               | Nazione     | 2020–2021 | 2021–2022 | 2022–2023 | 2023-2024 | 2024–2025 | P.ti Tot. | P.ti Fed. |
| ----- | ----- | ------- | --------------------- | ----------- | --------- | --------- | --------- | --------- | --------- | --------- | --------- |
| 3     | 1     | +2      | Real Madrid           | Spagna      | 26,000    | 28,000    | 29,000    | 34,000    | 24,500    | 143,500   | 18,890    |
| 1     | 2     | -1      | Manchester City       | Inghilterra | 35,000    | 27,000    | 33,000    | 28,000    | 14,750    | 137,750   | 23,089    |
| 2     | 3     | -1      | Bayern Monaco         | Germania    | 27,000    | 26,000    | 27,000    | 28,000    | 27,250    | 135,250   | 17,266    |
| 5     | 4     | +1      | Liverpool             | Inghilterra | 24,000    | 33,000    | 19,000    | 20,000    | 29,500    | 125,500   | 23,089    |
| 4     | 5     | -1      | Paris Saint-Germain   | Francia     | 24,000    | 19,000    | 19,000    | 23,000    | 33,500    | 118,500   | 14,618    |
| 7     | 6     | +1      | Inter                 | Italia      | 9,000     | 18,000    | 29,000    | 20,000    | 40,250    | 116,250   | 19,446    |
| 10    | 7     | +3      | Chelsea               | Inghilterra | 33,000    | 25,000    | 21,000    |           | 30,000    | 109,000   | 23,089    |
| 8     | 8     | Stabile | Borussia Dortmund     | Germania    | 22,000    | 10,000    | 18,000    | 29,000    | 27,750    | 106,750   | 17,266    |
| 6     | 9     | -3      | Roma                  | Italia      | 24,000    | 23,000    | 22,000    | 21,000    | 14,500    | 104,500   | 19,446    |
| 12    | 10    | +2      | Barcellona            | Spagna      | 20,000    | 15,000    | 9,000     | 23,000    | 36,250    | 103,250   | 18,890    |
| 11    | 11    | Stabile | Manchester Utd        | Inghilterra | 26,000    | 18,000    | 19,000    | 7,000     | 32,500    | 102,500   | 23,089    |
| 22    | 12    | +10     | Arsenal               | Inghilterra | 23,000    |           | 17,000    | 22,000    | 36,000    | 98,000    | 23,089    |
| 13    | 13    | Stabile | Bayer Leverkusen      | Germania    | 10,000    | 14,000    | 19,000    | 29,000    | 23,250    | 95,250    | 17,266    |
| 14    | 14    | Stabile | Atlético Madrid       | Spagna      | 16,000    | 19,000    | 8,000     | 24,000    | 26,500    | 93,500    | 18,890    |
| 20    | 15    | +5      | Benfica               | Portogallo  | 10,000    | 20,000    | 25,000    | 14,000    | 18,750    | 87,750    | 12,453    |
| 17    | 16    | +1      | Atalanta              | Italia      | 17,000    | 16,000    |           | 28,000    | 21,000    | 82,000    | 19,446    |
| 16    | 17    | -1      | Villarreal            | Spagna      | 30,000    | 24,000    | 12,000    | 16,000    |           | 82,000    | 18,890    |
| 21    | 18    | +3      | Porto                 | Portogallo  | 23,000    | 10,000    | 18,000    | 19,000    | 9,750     | 79,750    | 12,453    |
| 29    | 19    | +10     | Milan                 | Italia      | 12,000    | 7,000     | 24,000    | 16,000    | 19,000    | 78,000    | 19,446    |
| 9     | 20    | -11     | RB Lipsia             | Germania    | 17,000    | 17,000    | 18,000    | 18,000    | 8,000     | 78,000    | 17,266    |
| 32    | 21    | +11     | Lazio                 | Italia      | 17,000    | 9,000     | 6,000     | 18,000    | 26,000    | 76,000    | 19,446    |
| 19    | 22    | -3      | Juventus              | Italia      | 21,000    | 20,000    | 17,000    |           | 16,250    | 74,250    | 19,446    |
| 28    | 23    | +5      | Eintracht Francoforte | Germania    |           | 28,000    | 16,000    | 7,000     | 23,000    | 74,000    | 17,266    |
| 25    | 24    | +1      | Club Bruges           | Belgio      | 11,000    | 7,000     | 17,000    | 21,000    | 15,750    | 71,750    | 11,370    |
| 26    | 25    | +1      | Rangers               | Scozia      | 15,000    | 19,000    | 4,000     | 14,000    | 19,250    | 71,250    | 7,110     |
| 30    | 26    | +4      | Feyenoord             | Paesi Bassi | 4,000     | 24,000    | 17,000    | 8,000     | 18,000    | 71,000    | 13,430    |
| 34    | 27    | +6      | Tottenham             | Inghilterra | 15,000    | 5,000     | 18,000    |           | 32,250    | 70,250    | 23,089    |
| 33    | 28    | +5      | PSV                   | Paesi Bassi | 10,000    | 10,000    | 11,000    | 17,000    | 21,250    | 69,250    | 13,430    |
| 23    | 29    | -6      | West Ham Utd          | Inghilterra |           | 21,000    | 29,000    | 19,000    |           | 69,000    | 23,089    |
| 24    | 30    | -6      | Ajax                  | Paesi Bassi | 19,000    | 22,000    | 8,000     | 5,000     | 13,250    | 67,250    | 13,430    |
| 44    | 31    | +13     | Lilla                 | Francia     | 8,000     | 17,000    |           | 17,000    | 24,000    | 56,000    | 14,619    |
| 38    | 32    | +6      | Real Sociedad         | Spagna      | 8,000     | 9,000     | 16,000    | 18,000    | 14,000    | 65,000    | 18,890    |
| 50    | 33    | +17     | Fiorentina            | Italia      |           |           | 20,000    | 22,000    | 20,000    | 62,000    | 19,446    |
| 18    | 34    | -16     | Napoli                | Italia      | 10,000    | 9,000     | 25,000    | 17,000    |           | 61,000    | 19,446    |
| 31    | 35    | -4      | Sporting Lisbona      | Portogallo  | 2,500     | 16,000    | 14,000    | 12,000    | 14,500    | 59,000    | 12,453    |
| 15    | 36    | -21     | Siviglia              | Spagna      | 19,000    | 12,000    | 21,000    | 6,000     |           | 58,000    | 18,890    |
| 48    | 37    | +11     | Olympiacos            | Grecia      | 10,000    | 8,000     | 3,000     | 17,000    | 18,500    | 56,500    | 7,862     |
| 39    | 38    | +1      | Dinamo Zagabria       | Croazia     | 17,000    | 9,000     | 7,000     | 9,000     | 14,000    | 56,000    | 5,405     |
| 41    | 39    | +2      | AZ Alkmaar            | Paesi Bassi | 6,000     | 13,000    | 19,000    | 4,000     | 12,500    | 54,500    | 13,430    |
| 58    | 40    | +18     | Betis                 | Spagna      |           | 11,000    | 16,000    | 6,000     | 19,250    | 52,250    | 18,890    |
| 27    | 41    | -14     | Šachtar               | Ucraina     | 14,000    | 6,000     | 11,000    | 10,000    | 11,000    | 52,000    | 4,880     |
| 35    | 42    | -7      | Slavia Praga          | Rep. Ceca   | 16,000    | 10,000    | 6,000     | 15,000    | 4,000     | 51,000    | 8,820     |
| 66    | 43    | +23     | Bodø/Glimt            | Norvegia    | 2,000     | 15,000    | 3,000     | 8,000     | 21,000    | 49,000    | 7,937     |
| 40    | 44    | -4      | Salisburgo            | Austria     | 7,000     | 17,000    | 9,000     | 7,000     | 8,000     | 48,000    | 7,290     |
| 43    | 45    | -2      | Olympique Marsiglia   | Francia     | 6,000     | 16,000    | 8,000     | 18,000    |           | 48,000    | 14,619    |
| 81    | 46    | +35     | Aston Villa           | Inghilterra |           |           |           | 17,000    | 30,250    | 47,250    | 23,089    |
| 53    | 47    | +6      | Fenerbahçe            | Turchia     |           | 5,000     | 17,000    | 14,000    | 11,250    | 47,250    | 8,780     |
| 42    | 48    | -6      | Braga                 | Portogallo  | 9,000     | 16,000    | 7,000     | 7,000     | 7,000     | 46,000    | 12,453    |
| 37    | 49    | -8      | Copenaghen            | Danimarca   | 2,500     | 13,000    | 7,000     | 15,000    | 7,375     | 44,875    | 6,796     |
| 49    | 50    | -1      | Stella Rossa          | Serbia      | 10,000    | 15,000    | 4,000     | 5,000     | 10,000    | 44,000    | 5,100     |
| 46    | 51    | -5      | Olympique Lione       | Francia     |           | 21,000    |           |           | 22,750    | 43,750    | 14,619    |
| 51    | 52    | -1      | PAOK                  | Grecia      | 5,000     | 13,000    | 1,500     | 15,000    | 7,750     | 42,250    | 7,862     |
| 45    | 53    | -8      | Gent                  | Belgio      | 3,000     | 11,000    | 11,000    | 10,000    | 7,000     | 42,000    | 11,370    |
| 73    | 54    | +19     | Monaco                | Francia     |           | 15,000    | 9,000     |           | 17,000    | 41,000    | 14,619    |
| 47    | 55    | -8      | Rennes                | Francia     | 5,000     | 14,000    | 11,000    | 10,000    |           | 40,000    | 14,619    |
| 64    | 56    | +8      | Viktoria Plzeň        | Rep. Ceca   | 2,500     | 2,500     | 4,000     | 17,000    | 13,250    | 39,250    | 8,820     |
| 55    | 57    | -2      | Ferencváros           | Ungheria    | 5,000     | 3,000     | 12,000    | 9,000     | 10,000    | 39,000    | 4,800     |
| 60    | 58    | +2      | Galatasaray           | Turchia     | 2,500     | 15,000    |           | 8,000     | 12,750    | 38,250    | 8,780     |
| 59    | 59    | Stabile | Celtic                | Scozia      | 3,000     | 6,000     | 6,000     | 7,000     | 16,000    | 38,000    | 7,110     |
| 54    | 60    | -6      | Maccabi Tel Aviv      | Israele     | 8,000     | 9,000     | 2,500     | 14,000    | 4,000     | 37,500    | 6,325     |
| 67    | 61    | +6      | Union Saint-Gilloise  | Belgio      |           |           | 19,000    | 8,000     | 9,000     | 36,000    | 11,370    |
| 56    | 62    | -6      | Young Boys            | Svizzera    | 11,000    | 8,000     | 2,500     | 7,000     | 6,000     | 34,500    | 6,725     |
| 101   | 63    | +38     | Djurgården            | Svezia      | 2,000     |           | 13,000    | 1,500     | 17,500    | 34,000    | 5,425     |
| 63    | 64    | -1      | Molde                 | Norvegia    | 12,000    | 2,000     | 5,000     | 7,000     | 7,750     | 33,750    | 7,937     |
| 61    | 65    | -4      | Slovan Bratislava     | Slovacchia  | 1,500     | 6,000     | 12,000    | 8,000     | 6,000     | 33,500    | 4,250     |
| 36    | 66    | -30     | Basilea               | Svizzera    | 2,500     | 12,000    | 17,000    | 1,500     |           | 33,000    | 6,725     |
| 71    | 67    | +4      | Midtjylland           | Danimarca   | 6,000     | 7,000     | 8,000     | 2,500     | 9,250     | 32,750    | 6,796     |
| 109   | 68    | +41     | Rapid Vienna          | Austria     | 5,000     | 4,000     | 2,500     | 2,500     | 18,250    | 32,250    | 7,290     |
| 57    | 69    | -8      | Qarabağ               | Azerbaigian | 3,000     | 9,000     | 6,000     | 11,000    | 3,000     | 32,000    | 3,925     |
| 89    | 70    | +19     | Legia Varsavia        | Polonia     | 2,500     | 4,000     |           | 9,000     | 15,500    | 31,000    | 7,000     |
| 77    | 71    | +8      | Sparta Praga          | Rep. Ceca   | 4,000     | 5,000     | 1,500     | 10,000    | 9,000     | 29,500    | 8,820     |
| 107   | 72    | +35     | Anderlecht            | Belgio      |           | 2,500     | 12,500    |           | 13,750    | 28,250    | 11,370    |
| 52    | 73    | -21     | LASK                  | Austria     | 7,000     | 15,000    |           | 3,000     | 3,000     | 28,000    | 7,290     |
| 65    | 74    | -9      | Friburgo              | Germania    |           |           | 15,000    | 13,000    |           | 28,000    | 17,266    |
| -     | 75    | -       | Athletic Bilbao       | Spagna      |           |           |           |           | 26,750    | 26,750    | 18,890    |
| 70    | 76    | -6      | Ludogorec             | Bulgaria    | 3,000     | 3,000     | 5,000     | 9,000     | 4,000     | 24,000    | 3,975     |
| 68    | 77    | -9      | Dinamo Kiev           | Ucraina     | 10,000    | 5,000     | 3,000     | 2,500     | 3,000     | 23,500    | 4,880     |
| 82    | 78    | +4      | Brighton              | Inghilterra |           |           |           | 16,000    |           | 16,000    | 23,089    |
| 83    | 79    | +4      | Newcastle Utd         | Inghilterra |           |           |           | 8,000     |           | 8,000     | 23,089    |
| 76    | 80    | -4      | Leicester City        | Inghilterra | 10,000    | 13,000    |           |           |           | 23,000    | 23,089    |
| 105   | 81    | +24     | Sturm Graz            | Austria     |           | 3,000     | 6,000     | 4,000     | 10,000    | 23,000    | 7,290     |
| 62    | 82    | -20     | İstanbul Başakşehir   | Turchia     | 6,000     |           | 12,000    |           | 5,000     | 23,000    | 8,780     |
| 74    | 83    | -6      | Union Berlino         | Germania    |           | 5,000     | 12,000    | 6,000     |           | 23,000    | 17,266    |
| 142   | 84    | +58     | FCSB                  | Romania     | 2,000     | 1,500     | 2,500     | 2,000     | 14,000    | 22.500    | 4,650     |
| 72    | 85    | -13     | Partizan              | Serbia      | 2,000     | 7,000     | 8,000     | 2,500     | 2,500     | 22,000    | 5,100     |
| 75    | 86    | -11     | Anversa               | Belgio      | 8,000     | 4,000     | 2,500     | 6,000     |           | 20,500    | 11,370    |
| 100   | 87    | +13     | Nizza                 | Francia     | 3,000     |           | 14,000    |           | 3,000     | 20.000    | 14,619    |
| 85    | 88    | -3      | Sheriff Tiraspol      | Moldavia    | 2,000     | 9,000     | 4,000     | 3,000     | 2,000     | 20,000    | 2,900     |
| -     | 89    | -       | Bologna               | Italia      |           |           |           |           | 11,000    | 11.000    | 19,446    |
| ?     | 90    | ?       | Lugano                | Svizzera    |           |           | 2,000     | 3,000     | 14,250    | 19,250    | 6,725     |
| 98    | 91    | +7      | Hoffenheim            | Germania    | 12,000    |           |           |           | 7,000     | 19.000    | 17,266    |
| 69    | 92    | -23     | CFR Cluj              | Romania     | 4,000     | 3,000     | 8,000     | 1,500     | 2,500     | 19,000    | 4,650     |
| 86    | 93    | -7      | Lech Poznań           | Polonia     | 3,000     |           | 14,000    | 2,000     |           | 19,000    | 7,000     |
| -     | 94    | -       | Girona                | Spagna      |           |           |           |           | 8,000     | 8,000     | 18,890    |
| 91    | 95    | -4      | Osasuna               | Spagna      |           |           |           | 2,500     |           | 2,500     | 18,890    |
| 92    | 96    | -4      | Granada               | Spagna      | 13,000    |           |           |           |           | 13,000    | 18,890    |
| 131   | 97    | +34     | Vitória Guimarães     | Portogallo  |           |           | 2,000     | 1,500     | 15.250    | 18.750    | 12,453    |
| 90    | 98    | -8      | Maccabi Haifa         | Israele     | 2,500     | 3,000     | 6,000     | 5,000     | 1,500     | 18,000    | 6,325     |
| 154   | 99    | +55     | Shamrock Rovers       | Irlanda     | 1,500     | 2,500     | 2,500     | 1,500     | 9,875     | 17,875    | 2,993     |
| 140   | 100   | +40     | Olimpia Lubiana       | Slovenia    | 1,500     | 2,000     | 1,500     | 4,000     | 8,375     | 17,375    | 4,068     |
| 125   | 101   | +24     | Omonia                | Cipro       | 3,000     | 4,000     | 3,000     | 2,000     | 5,375     | 17,375    | 5,507     |
| -     | 102   | -       | Stoccarda             | Germania    |           |           |           |           | 13,000    | 13,000    | 17,266    |
| -     | 103   | -       | Heidenheim            | Germania    |           |           |           |           | 8,125     | 8,125     | 17,266    |
| 97    | 104   | -7      | Colonia               | Germania    |           |           | 6,000     |           |           | 6,000     | 17,266    |
| 78    | 105   | -27     | Wolfsburg             | Germania    | 2,500     | 8,000     |           |           |           | 10,500    | 17,266    |
| 80    | 106   | -26     | Borussia M'gladbach   | Germania    | 15,000    |           |           |           |           | 15,000    | 17,266    |
| 106   | 107   | -1      | APOEL                 | Cipro       | 2,500     |           | 2,500     | 2,500     | 9,750     | 17,250    | 5,507     |
| -     | 108   | -       | Brest                 | Francia     |           |           |           |           | 16,750    | 16,750    | 14,619    |
| 99    | 109   | -10     | Hapoel Be'er Sheva    | Israele     | 4,000     | 2,500     | 6,000     | 2,000     | 2,000     | 16,500    | 6,325     |
| 102   | 110   | -8      | Sivasspor             | Turchia     | 4,000     | 2,500     | 10,000    |           |           | 16,500    | 8,780     |

Il punteggio valido per il ranking è il punteggio totalizzato dal club nelle ultime 5 stagioni (nella maggior parte dei casi in grassetto).
Sarà rivoluzionato il concetto dei punti federazione: adesso il punteggio federazione vale il 20% del coefficiente della nazione del club delle ultime 5 stagioni. La modifica entrerà in vigore dalla stagione 2025-2026.
Se il club non ha punteggi negli ultimi 5 anni, ma si è qualificato per una coppa continentale, si usa il punteggio della nazione.

#### Vertice storico
Qui di seguito vengono inserite tutte le squadre di club che occuparono il primo posto in classifica dal primo quinquennio (riferito alla stagione in vigore che normalmente va da agosto/settembre a maggio/giugno) preso in analisi dal ranking europeo, quello dal 1975 al 1979.
| Periodi quinquennali | Club                | Coefficienti |
| -------------------- | ------------------- | ------------ |
| 1975–1979            | Borussia M'gladbach | 8.402        |
| 1976–1980            | Borussia M'gladbach | 7.985        |
| 1977–1981            | Barcellona          | 7.652        |
| 1978–1982            | Barcellona          | 7.832        |
| 1979–1983            | Barcellona          | 7.998        |
| 1980–1984            | Liverpool           | 8.277        |
| 1981–1985            | Liverpool           | 9.054        |
| 1982–1986            | Anderlecht          | 7.915        |
| 1982–1986            | Juventus            | 7.915        |
| 1983–1987            | Juventus            | 8.665        |
| 1984–1988            | Juventus            | 8.388        |
| 1985–1989            | Bayern Monaco       | 7.846        |
| 1986–1990            | Bayern Monaco       | 8.096        |
| 1987–1991            | Juventus            | 8.291        |
| 1988–1992            | Real Madrid         | 7.975        |
| 1989–1993            | Real Madrid         | 7.850        |
| 1990–1994            | Real Madrid         | 7.600        |
| 1991–1995            | Real Madrid         | 7.266        |
| 1992–1996            | Ajax                | 9.124        |
| 1993–1997            | Juventus            | 8.719        |
| 1994–1998            | Paris Saint-Germain | 8.716        |
| 1995–1999            | Juventus            | 121.606      |
| 1996–2000            | Juventus            | 109.963      |

| Periodi quinquennali | Club            | Coefficienti |
| -------------------- | --------------- | ------------ |
| 1997–2001            | Real Madrid     | 114.605      |
| 1998–2002            | Real Madrid     | 147.233      |
| 1999–2003            | Real Madrid     | 151.769      |
| 2000–2004            | Real Madrid     | 146.350      |
| 2001–2005            | Real Madrid     | 107.000      |
| 2002–2006            | Milan           | 107.000      |
| 2003–2007            | Milan           | 112.000      |
| 2004–2008            | Chelsea         | 100.000      |
| 2005–2009            | Barcellona      | 107.000      |
| 2006–2010            | Barcellona      | 121.000      |
| 2007–2011            | Manchester Utd  | 134.000      |
| 2008–2012            | Barcellona      | 141.000      |
| 2009–2013            | Barcellona      | 140.000      |
| 2010–2014            | Real Madrid     | 142.000      |
| 2011–2015            | Real Madrid     | 152.000      |
| 2012–2016            | Real Madrid     | 155.000      |
| 2013–2017            | Real Madrid     | 156.000      |
| 2014–2018            | Real Madrid     | 162.000      |
| 2015–2019            | Real Madrid     | 146.000      |
| 2016–2020            | Bayern Monaco   | 136.000      |
| 2017–2021            | Bayern Monaco   | 134.000      |
| 2018–2022            | Bayern Monaco   | 138.000      |
| 2019–2023            | Manchester City | 145.000      |
| 2020–2024            | Manchester City | 148.000      |
| 2021–2025            | Real Madrid     | 143.500      |

Durante la stagione 2018-2019 la UEFA ha implementato ed aumentato tale confronto prendendo in esame anche un arco di tempo di 10 anni. Il primo decennio preso a riferimento è quello che va dalla stagione 2007-2008 a quella 2016-2017. L'unica squadra a comparire in tale graduatoria è il Real Madrid con 9 apparizioni.
| Periodi decennali | Club        | Coefficienti |
| ----------------- | ----------- | ------------ |
| 2008–2017         | Real Madrid | 347.000      |
| 2009–2018         | Real Madrid | 379.000      |
| 2010–2019         | Real Madrid | 382.000      |
| 2011–2020         | Real Madrid | 380.000      |
| 2012–2021         | Real Madrid | 372.000      |
| 2013–2022         | Real Madrid | 378.000      |
| 2014–2023         | Real Madrid | 381.000      |
| 2015–2024         | Real Madrid | 282.000      |
| 2016–2025         | Real Madrid | 277.500      |

Qui di seguito viene inserito, in ordine decrescente, il numero di volte in cui ogni club fu inserito al vertice dal primo quinquennio preso in analisi dal ranking europeo, quello dal 1975 al 1979 (in caso di parità, l'ordine è cronologico):
| Posizione | Club                | Totale |
| --------- | ------------------- | ------ |
| 1         | Real Madrid         | 16     |
| 2         | Juventus            | 7      |
| 2         | Barcellona          | 7      |
| 4         | Bayern Monaco       | 5      |
| 5         | Borussia M'gladbach | 2      |
| 5         | Liverpool           | 2      |
| 5         | Milan               | 2      |
| 5         | Manchester City     | 2      |
| 9         | Anderlecht          | 1      |
| 9         | Ajax                | 1      |
| 9         | Paris Saint-Germain | 1      |
| 9         | Chelsea             | 1      |
| 9         | Manchester Utd      | 1      |

Qui sotto viene riportata anche la classifica del numero di volte in cui ogni club è inserito al vertice dal primo decennio preso in analisi dal ranking europeo dalla stagione 2007-2008. Tale classifica vede al momento come unica squadra vincitrice il Real Madrid con 9 apparizioni al primo posto.
| Posizione | Club        | Totale |
| --------- | ----------- | ------ |
| 1         | Real Madrid | 9      |

## Coefficiente per club femminili
Il coefficiente stagionale di un club viene calcolato sommando il numero totale di punti che ottiene in una data stagione e il 33% del coefficiente della sua federazione per quella stessa stagione.
- Punti assegnati nel turno di qualificazione:

1 punto per una vittoria
0,5 punti per un pareggio
0 punti per una sconfitta
- Punti assegnati dai sedicesimi di finale in poi:

2 punti per una vittoria
1 punto per un pareggio

### La classifica attuale
Si elencano le migliori 25 squadre classificate dalla UEFA in base alle statistiche elaborate dopo la fine della stagione 2023-2024, che definiscono la graduatoria valida per la stagione 2024-2025.
| Rank 2024 | Rank 2023 | Diff    | Squadra               | Nazione     | 2019–2020 | 2020–2021 | 2021–2022 | 2022–2023 | 2023–2024 | P.ti Tot. | P.ti Fed. |
| --------- | --------- | ------- | --------------------- | ----------- | --------- | --------- | --------- | --------- | --------- | --------- | --------- |
| 1         | 1         | Stabile | Barcellona            | Spagna      | 18,000    | 22,000    | 25,000    | 26,000    | 26,000    | 130,633   | 13,633    |
| 2         | 2         | Stabile | Olympique Lione       | Francia     | 23,000    | 15,000    | 25,000    | 15,000    | 25,000    | 118,666   | 15,666    |
| 3         | 4         | +1      | Paris Saint-Germain   | Francia     | 17,000    | 15,000    | 21,000    | 13,000    | 17,000    | 98,666    | 15,666    |
| 4         | 3         | -1      | Wolfsburg             | Germania    | 21,000    | 13,000    | 19,000    | 23,000    | 3,000     | 92,799    | 13,799    |
| 5         | 5         | Stabile | Bayern Monaco         | Germania    | 12,000    | 20,000    | 15,000    | 17,000    | 10,000    | 87,799    | 13,799    |
| 6         | 6         | Stabile | Chelsea               | Inghilterra |           | 20,000    | 12,000    | 20,000    | 21,000    | 84,999    | 11,999    |
| 7         | 7         | Stabile | Arsenal               | Inghilterra | 14,000    |           | 12,000    | 18,000    | 2,000     | 57,999    | 11,999    |
| 8         | 12        | +4      | Real Madrid           | Spagna      |           |           | 13,000    | 10,000    | 5,000     | 41,633    | 13,633    |
| 9         | 8         | -1      | Manchester City       | Inghilterra | 9,000     | 15,000    | 3,000     | 2,000     |           | 40,999    | 11,999    |
| 10        | 9         | -1      | Juventus              | Italia      | 3,000     | 3,000     | 15,000    | 11,000    | 2,000     | 40,800    | 6,800     |
| 11        | 23        | +12     | Benfica               | Portogallo  |           | 3,000     | 7,000     | 8,000     | 12,000    | 36,800    | 6,800     |
| 12        | 24        | +12     | Häcken                | Svezia      | 5,000     | 3,000     | 6,000     | 3,000     | 13,000    | 34,999    | 4,999     |
| 13        | 10        | -3      | Atlético Madrid       | Spagna      | 12,000    | 9,000     |           |           |           | 34,633    | 13,633    |
| 14        | 11        | -3      | Slavia Praga          | Rep. Ceca   | 8,000     | 4,000     | 3,000     | 6,000     | 8,000     | 33,466    | 4,466     |
| 15        | 14        | -1      | St. Pölten            | Austria     | 5,000     | 9,000     | 2,000     | 7,000     | 5,000     | 32,250    | 4,250     |
| 16        | 13        | -3      | Rosengård             | Svezia      |           | 12,000    | 3,000     | 4,000     | 5,000     | 28,999    | 4,999     |
| 17        | 28        | +11     | Roma                  | Italia      |           |           |           | 14,000    | 8,000     | 28,800    | 6,800     |
| 18        | 31        | +13     | Paris FC              | Francia     |           |           |           | 2,000     | 9,000     | 26,666    | 15,666    |
| 19        | 17        | -2      | Sparta Praga          | Rep. Ceca   | 3,000     | 10,000    | 3,000     | 3,000     | 3,000     | 26,466    | 4,466     |
| 20        | 16        | -4      | Glasgow City          | Scozia      | 12,000    | 3,000     | 3,000     | 1,000     | 3,000     | 25,400    | 3,400     |
| 21        | 32        | +11     | Eintracht Francoforte | Germania    |           |           |           | 2,000     | 9,000     | 24,799    | 13,799    |
| 22        | 19        | -3      | Hoffenheim            | Germania    |           |           | 10,000    |           |           | 23,799    | 13,799    |
| 23        | 29        | +6      | Ajax                  | Paesi Bassi |           | 3,000     |           | 3,000     | 13,000    | 23,400    | 4,400     |
| 24        | 15        | -9      | Brøndby               | Danimarca   | 9,000     | 6,000     | 1,500     |           | 1,500     | 22,350    | 4,350     |
| 25        | 18        | -7      | BIIK Kazygurt         | Kazakistan  | 7,000     | 6,000     | 2,000     | 2,000     | 1,500     | 21,450    | 2,950     |

#### Vertice storico
Qui di seguito vengono inserite tutte le squadre di club che occuparono il primo posto in classifica dal primo quinquennio (riferito alla stagione in vigore che normalmente va da agosto/settembre a maggio/giugno) preso in analisi dal ranking europeo, quello dal 2001 al 2005.
| Periodo quinquennale | Club               | Coefficiente |
| -------------------- | ------------------ | ------------ |
| 2001–2005            | Umeå IK            | 68,250       |
| 2002–2006            | Turbine Potsdam    | 59,750       |
| 2003–2007            | Turbine Potsdam    | 64,000       |
| 2004–2008            | 1. FFC Francoforte | 99,000       |
| 2005–2009            | 1. FFC Francoforte | 86,000       |
| 2006–2010            | Umeå IK            | 94,750       |
| 2007–2011            | Olympique Lione    | 94,450       |
| 2008–2012            | Olympique Lione    | 123,400      |
| 2009–2013            | Olympique Lione    | 132,885      |
| 2010–2014            | Olympique Lione    | 127,905      |
| 2011–2015            | Olympique Lione    | 115,080      |
| 2012–2016            | Wolfsburg          | 116,535      |
| 2013–2017            | Wolfsburg          | 129,380      |
| 2014–2018            | Wolfsburg          | 125,390      |
| 2015–2019            | Olympique Lione    | 129,865      |
| 2016–2020            | Olympique Lione    | 143,020      |
| 2017–2021            | Olympique Lione    | 124,400      |
| 2018–2022            | Olympique Lione    | 128,466      |
| 2019–2023            | Barcellona         | 126,233      |
| 2020–2024            | Barcellona         | 130.633      |

Elenco delle squadre per numero di volte che hanno occupato il primo posto nel ranking a partire dal quinquennio 2001-2005 (in caso di parità, l'ordine è alfabetico): 
| Posizione | Club               | Totale |
| --------- | ------------------ | ------ |
| 1         | Olympique Lione    | 9      |
| 2         | Wolfsburg          | 3      |
| 3         | 1. FFC Francoforte | 2      |
| 3         | Barcellona         | 2      |
| 3         | Turbine Potsdam    | 2      |
| 3         | Umeå IK            | 2      |

## Coefficiente per campionati nazionali
Il coefficiente UEFA per i campionati nazionali è stilato per determinare quante squadre di club possono prendere parte alla Champions League ed all'Europa League.
I coefficienti vengono calcolati con una media: dividendo il totale dei punti ottenuti per il totale dei club di quella federazione partecipanti alle tre competizioni di quella stagione. La cifra che si ottiene viene sommata a quella delle precedenti quattro stagioni per calcolare il coefficiente. Quando due nazioni hanno lo stesso coefficiente, la federazione con il coefficiente più alto nella stagione più recente viene posizionata davanti.

### Vertice storico
Da quando fu introdotto nel 1979 e sino al 1998, il vertice del coefficiente UEFA fu occupato da tre associazioni nazionali, aventi diritto a quattro posti in Coppa UEFA; successivamente lo stesso identico principio vale per la rinnovata UEFA Champions League.
Qui di seguito viene inserito, in ordine decrescente, il numero di anni in cui un campionato affiliato all'UEFA è stato inserito al vertice sui 41 periodi fino al 2019-2023:
| Campionato                    | 1º posto | 2º posto | 3º posto | Totale |
| ----------------------------- | -------- | -------- | -------- | ------ |
| La Liga                       | 16       | 11       | 8        | 35     |
| Serie A                       | 13       | 8        | 11       | 32     |
| First Division/Premier League | 10       | 10       | 7        | 27     |
| Bundesliga                    | 3        | 7        | 15       | 25     |
| Ligue 1                       | 0        | 4        | 1        | 5      |
| Vysšaja Liga                  | 0        | 2        | 1        | 3      |

La seguente classifica indica i tre campionati posizionati al vertice del ranking in ogni periodo quinquennale a partire dal 1979, anno di introduzione del ranking.
| Periodo quinquennale | 1º posto        | Coeff.  | 2º posto        | Coeff. | 3º posto        | Coeff. |
| -------------------- | --------------- | ------- | --------------- | ------ | --------------- | ------ |
| 1979–1983            | Bundesliga      | 54.118  | La Liga         | 34.999 | Football League | 34.426 |
| 1980–1984            | Bundesliga      | 43.618  | Football League | 37.950 | La Liga         | 32.199 |
| 1981–1985            | Football League | 41.093  | Serie A         | 38.800 | Bundesliga      | 37.070 |
| 1982–1986            | Serie A         | 39.466  | Bundesliga      | 37.332 | Vysšaja Liga    | 36.516 |
| 1983–1987            | Serie A         | 41.716  | Vysšaja Liga    | 37.250 | Bundesliga      | 36.332 |
| 1984–1988            | Serie A         | 41.082  | Vysšaja Liga    | 37.550 | Bundesliga      | 36.165 |
| 1985–1989            | Serie A         | 42.498  | Bundesliga      | 41.093 | La Liga         | 40.999 |
| 1986–1990            | Bundesliga      | 45.427  | Serie A         | 43.212 | La Liga         | 42.666 |
| 1987–1991            | Serie A         | 48.171  | Bundesliga      | 43.594 | La Liga         | 38.666 |
| 1988–1992            | Serie A         | 52.837  | Bundesliga      | 42.927 | La Liga         | 40.266 |
| 1989–1993            | Serie A         | 60.337  | Ligue 1         | 40.450 | Bundesliga      | 39.403 |
| 1990–1994            | Serie A         | 62.313  | Ligue 1         | 45.150 | Bundesliga      | 41.641 |
| 1991–1995            | Serie A         | 63.884  | Ligue 1         | 45.283 | Bundesliga      | 40.307 |
| 1992–1996            | Serie A         | 61.259  | Ligue 1         | 45.408 | La Liga         | 43.932 |
| 1993–1997            | Serie A         | 60.735  | La Liga         | 46.532 | Ligue 1         | 45.733 |
| 1994–1998            | Serie A         | 59.640  | Bundesliga      | 49.932 | La Liga         | 48.580 |
| 1995–1999            | Serie A         | 57.212  | La Liga         | 49.628 | Bundesliga      | 45.498 |
| 1996–2000            | La Liga         | 59.599  | Serie A         | 55.927 | Bundesliga      | 46.403 |
| 1997–2001            | La Liga         | 65.210  | Serie A         | 56.239 | Premier League  | 51.288 |
| 1998–2002            | La Liga         | 68.467  | Serie A         | 58.668 | Premier League  | 55.459 |
| 1999–2003            | La Liga         | 75.539  | Serie A         | 62.311 | Premier League  | 58.340 |
| 2000–2004            | La Liga         | 79.851  | Premier League  | 62.153 | Serie A         | 59.186 |
| 2001–2005            | La Liga         | 73.717  | Premier League  | 63.224 | Serie A         | 61.186 |
| 2002–2006            | La Liga         | 72.748  | Serie A         | 66.731 | Premier League  | 63.486 |
| 2003–2007            | La Liga         | 76.891  | Premier League  | 68.540 | Serie A         | 66.088 |
| 2004–2008            | Premier League  | 75.749  | La Liga         | 75.266 | Serie A         | 60.410 |
| 2005–2009            | Premier League  | 79.499  | La Liga         | 74.266 | Serie A         | 62.910 |
| 2006–2010            | Premier League  | 81.856  | La Liga         | 79.757 | Serie A         | 64.338 |
| 2007–2011            | Premier League  | 85.785  | La Liga         | 82.329 | Bundesliga      | 69.436 |
| 2008–2012            | Premier League  | 84.410  | La Liga         | 84.186 | Bundesliga      | 75.186 |
| 2009–2013            | La Liga         | 88.025  | Premier League  | 82.963 | Bundesliga      | 79.614 |
| 2010–2014            | La Liga         | 97.713  | Premier League  | 84.748 | Bundesliga      | 81.641 |
| 2011–2015            | La Liga         | 99.999  | Premier League  | 80.391 | Bundesliga      | 79.415 |
| 2012–2016            | La Liga         | 105.713 | Bundesliga      | 80.177 | Premier League  | 76.284 |
| 2013–2017            | La Liga         | 104.998 | Bundesliga      | 79.498 | Premier League  | 75.962 |
| 2014–2018            | La Liga         | 106.998 | Premier League  | 79.605 | Serie A         | 76.249 |
| 2015–2019            | La Liga         | 103.569 | Premier League  | 85.462 | Serie A         | 74.725 |
| 2016–2020            | La Liga         | 102.283 | Premier League  | 90.462 | Bundesliga      | 74.784 |
| 2017–2021            | Premier League  | 100.569 | La Liga         | 97.855 | Serie A         | 75.438 |
| 2018–2022            | Premier League  | 106.641 | La Liga         | 96.141 | Serie A         | 76.902 |
| 2019–2023            | Premier League  | 109.570 | La Liga         | 92.998 | Bundesliga      | 82.481 |
| 2020–2024            | Premier League  | 104.303 | Serie A         | 90.284 | La Liga         | 89.489 |

### Classifiche

#### La classifica valida per l’anno 2025
Si presenta ora la classifica dei primi 15 campionati aggiornata alla fine della stagione 2023-2024. La presente graduatoria stabilisce i posti UEFA assegnati a ciascun campionato nazionale nella stagione 2024-2025, individuando quindi la griglia di partenza delle coppe europee nell'annata 2025-2026.
In base ai risultati dell'annata conclusasi a Londra, si registrano le ascese della Turchia e della Repubblica Ceca che sottraggono il posto sicuro in Champions League alla Scozia e all’Austria, quest’ultima privata anche di una candidatura all’Europa League, e i tracolli della Serbia e dell'Ucraina che avranno un posto in meno nelle coppe europee a beneficio della Norvegia e della Grecia. 
In tabella sono riportate le prime quindici federazioni, dato che le successive godono della fornitura basica di quattro squadre nei vari turni preliminari delle tre coppe.
NOTA: le squadre in corsivo dovranno affrontare i preliminari per accedere al torneo principale; ogni parentesi è un ulteriore turno di qualificazione.
| #  | Paese       | Coeffic. | UCL Champions League                                                 | UEL Europa League               | UECL Conference League              |
| -- | ----------- | -------- | -------------------------------------------------------------------- | ------------------------------- | ----------------------------------- |
| 1  | Inghilterra | 104,303  | Liverpool Arsenal Tottenham Manchester City Chelsea Newcastle United | Crystal Palace Aston Villa      | Nottingham Forest                   |
| 2  | Italia      | 90,284   | Napoli Inter Atalanta Juventus                                       | Bologna Roma                    | Fiorentina                          |
| 3  | Spagna      | 89,489   | Barcellona Real Madrid Atletico Madrid Athletic Bilbao Villarreal    | Real Betis Celta Vigo           | Rayo Vallecano                      |
| 4  | Germania    | 86,624   | Bayern Monaco B.Leverkusen Eintracht Borussia Dtm.                   | Friburgo VfB Stuttgart          | Magonza                             |
| 5  | Francia     | 66,831   | Paris SG O.Marsiglia Monaco (Nizza)                                  | O.Lione Lilla                   | Strasburgo                          |
| 6  | Olanda      | 61,300   | Ajax PSV Eindhoven (Feyenoord)                                       | Go Ahead E. ((Utrecht))         | ((AZ Alkmaar))                      |
| 7  | Portogallo  | 56,316   | Sporting Lisbona (Benfica)                                           | Porto ((Sp.Braga))              | ((Santa Clara))                     |
| 8  | Belgio      | 48,800   | U.Saint-Gilloise (Bruges)                                            | Genk ((Anderlecht))             | ((Charleroi))                       |
| 9  | Turchia     | 38,600   | Galatasaray (Fenerbahçe)                                             | Samsunspor ((Beşiktaş))         | ((I.Başakşehir))                    |
| 10 | Cechia      | 36,050   | Slavia Praga ((Viktoria Plzeň))                                      | Sigma Olomouc ((Baník Ostrava)) | ((Sparta Praga))                    |
| 11 | Scozia      | 36,050   | Celtic ((Rangers))                                                   | Aberdeen ((Hibernian))          | ((Dundee United))                   |
| 12 | Svizzera    | 32,975   | Basilea ((Servette))                                                 | Young Boys ((Lugano))           | ((Losanna))                         |
| 13 | Austria     | 32,600   | Sturm Graz ((Salisburgo))                                            | (Wolfsberger)                   | ((Austria Vienna)) ((Rapid Vienna)) |
| 14 | Norvegia    | 31,625   | Bodø/Glimt ((Brann))                                                 | (Fredrikstad)                   | ((Viking)) ((Rosenborg))            |
| 15 | Grecia      | 31,525   | Olympiacos ((Panathinaikos))                                         | (PAOK)                          | ((AEK Atene)) ((Aris Salonicco))    |

#### La classifica valida per l’anno 2026
Si presenta ora la classifica dei primi 15 campionati aggiornata alla fine della stagione 2024-2025. La presente graduatoria stabilisce i posti UEFA assegnati a ciascun campionato nazionale nella stagione 2025-2026, individuando quindi la griglia di partenza delle coppe europee nell'annata 2026-2027.
In base ai risultati dell'annata conclusasi a Monaco di Baviera, si segnalano le ascese della Norvegia e della Grecia, che strappano un posto in Europa League alla Scozia e alla Svizzera, quest'ultima privata anche della seconda squadra in Champions a beneficio della Polonia.
In tabella sono riportate le prime quindici federazioni, dato che le successive godono della fornitura basica di quattro squadre nei vari turni preliminari delle tre coppe.
NOTA: le squadre in corsivo dovranno affrontare i preliminari per accedere al torneo principale; ogni parentesi è un ulteriore turno di qualificazione.
| #  | Paese       | Coeffic. | UCL Champions League | UEL Europa League | UKL Conference League |
| -- | ----------- | -------- | -------------------- | ----------------- | --------------------- |
| 1  | Inghilterra | 115,196  | 4                    | 2                 | 1                     |
| 2  | Italia      | 97,231   | 4                    | 2                 | 1                     |
| 3  | Spagna      | 94,453   | 4                    | 2                 | 1                     |
| 4  | Germania    | 86,331   | 4                    | 2                 | 1                     |
| 5  | Francia     | 73,093   | 3 (1)                | 2                 | 1                     |
| 6  | Olanda      | 67,150   | 2 (1)                | 1 ((1))           | ((1))                 |
| 7  | Portogallo  | 62,266   | 1 (1)                | 1 ((1))           | ((1))                 |
| 8  | Belgio      | 56,850   | 1 (1)                | 1 ((1))           | ((1))                 |
| 9  | Cechia      | 44,100   | 1 (1)                | 1 ((1))           | ((1))                 |
| 10 | Turchia     | 43,900   | 1 ((1))              | 1 ((1))           | ((1))                 |
| 11 | Norvegia    | 39,687   | 1 ((1))              | 1 ((1))           | ((1))                 |
| 12 | Grecia      | 39,312   | 1 ((1))              | 1 ((1))           | ((1))                 |
| 13 | Austria     | 36,450   | 1 ((1))              | (1)               | ((2))                 |
| 14 | Scozia      | 35,550   | 1 ((1))              | (1)               | ((2))                 |
| 15 | Polonia     | 35,000   | ((2))                | (1)               | ((2))                 |

## Coefficiente per campionati nazionali (femminile)
Il coefficiente UEFA per i campionati nazionali è stilato per determinare quante squadre di club possono prendere parte alla Women’s League.

### Vertice storico
Qui di seguito viene inserito, in ordine decrescente, il numero di anni in cui un campionato affiliato all'UEFA è stato inserito al vertice:
| Campionato                         | 1º | 2º | 3º | Totale |
| ---------------------------------- | -- | -- | -- | ------ |
| Frauen-Bundesliga                  | 13 | 8  | 0  | 21     |
| Division 1 Féminine/Première Ligue | 7  | 7  | 3  | 17     |
| Damallsvenskan                     | 1  | 6  | 7  | 14     |
| Womens' Premier League/FA WSL      | 0  | 0  | 5  | 5      |
| Primera División                   | 0  | 0  | 4  | 4      |
| Elitedivisionen                    | 0  | 0  | 2  | 2      |

La seguente tabella indica i campionati ai primi tre posti del ranking in ogni periodo quinquennale a partire dal 2000.
| Periodi quinquennali | 1º posto            | Coefficiente | 2º posto            | Coefficiente | 3º posto               | Coefficiente |
| -------------------- | ------------------- | ------------ | ------------------- | ------------ | ---------------------- | ------------ |
| 2000–2004            | Damallsvenskan      | 25,500       | Frauen-Bundesliga   | 24,000       | Elitedivisionen        | 17,500       |
| 2001–2005            | Frauen-Bundesliga   | 25,000       | Damallsvenskan      | 22,250       | Elitedivisionen        | 15,500       |
| 2002–2006            | Frauen-Bundesliga   | 25,750       | Damallsvenskan      | 19,750       | Division 1 Féminine    | 11,500       |
| 2003–2007            | Frauen-Bundesliga   | 22,000       | Damallsvenskan      | 20,750       | Women's Premier League | 17,500       |
| 2004–2008            | Frauen-Bundesliga   | 37,000       | Damallsvenskan      | 33,750       | Women's Premier League | 24,000       |
| 2005–2009            | Frauen-Bundesliga   | 37,000       | Damallsvenskan      | 33,750       | Division 1 Féminine    | 24,500       |
| 2006–2010            | Frauen-Bundesliga   | 70,666       | Damallsvenskan      | 69,500       | Division 1 Féminine    | 63,000       |
| 2007–2011            | Frauen-Bundesliga   | 75,666       | Division 1 Féminine | 65,000       | Damallsvenskan         | 65,000       |
| 2008–2012            | Frauen-Bundesliga   | 85,166       | Division 1 Féminine | 80,000       | Damallsvenskan         | 61,000       |
| 2009–2013            | Division 1 Féminine | 84,500       | Frauen-Bundesliga   | 83,166       | Damallsvenskan         | 58,500       |
| 2010–2014            | Frauen-Bundesliga   | 91,666       | Division 1 Féminine | 78,500       | Damallsvenskan         | 61,500       |
| 2011–2015            | Frauen-Bundesliga   | 96,000       | Division 1 Féminine | 76,000       | Damallsvenskan         | 61,500       |
| 2012–2016            | Frauen-Bundesliga   | 89,500       | Division 1 Féminine | 77,000       | Damallsvenskan         | 65,500       |
| 2013–2017            | Frauen-Bundesliga   | 86,000       | Division 1 Féminine | 80,000       | Damallsvenskan         | 61,500       |
| 2014–2018            | Frauen-Bundesliga   | 83,000       | Division 1 Féminine | 78,000       | FA WSL                 | 59,000       |
| 2015–2019            | Division 1 Féminine | 90,500       | Frauen-Bundesliga   | 77,500       | FA WSL                 | 53,500       |
| 2016–2020            | Division 1 Féminine | 94,000       | Frauen-Bundesliga   | 73,000       | Primera División       | 56,500       |
| 2017–2021            | Division 1 Féminine | 92,000       | Frauen-Bundesliga   | 75,500       | FA WSL                 | 68,500       |
| 2018–2022            | Division 1 Féminine | 88,333       | Frauen-Bundesliga   | 75,666       | Primera División       | 66,166       |
| 2019-2023            | Division 1 Féminine | 80.833       | Frauen-Bundesliga   | 76.666       | Primera División       | 71.166       |
| 2020-2024            | Division 1 Féminine | 78.333       | Frauen-Bundesliga   | 68.999       | Primera División       | 68.166       |

### Classifiche

#### La classifica valida per l'anno 2022
Si presenta ora la classifica dei primi 15 campionati aggiornata al termine della stagione 2020-2021. La presente graduatoria stabilisce i posti UEFA assegnati a ciascun campionato nazionale nella stagione 2021-2022, individuando quindi la griglia di partenza della UEFA Women's Champions League nell'annata 2022-2023. A partire da questa stagione, con la modifica del format della massima competizione europea, varia anche il metodo di assegnazione dei posti UEFA: per i campionati posizionati nei primi sei posti del ranking sono assegnati tre posti in Champions League, di cui i club campioni dei primi quattro campionati del ranking accedono direttamente alla nuova fase a gironi, i campionati posizionati dal settimo al sedicesimo posto portano due squadre, le restanti leghe uno.
| Posizione | Paese           | Coefficiente | UWL Champions League                            |
| --------- | --------------- | ------------ | ----------------------------------------------- |
| 1         | Francia         | 92,000       | Olympique Lione, Paris Saint-Germain, Paris FC  |
| 2         | Germania        | 75,500       | Wolfsburg, Bayern Monaco, Eintracht Francoforte |
| 3         | Inghilterra     | 68,500       | Chelsea, Arsenal, Manchester City               |
| 4         | Spagna          | 64,000       | Barcellona, Real Sociedad, Real Madrid          |
| 5         | Svezia          | 40,500       | Rosengård, Häcken, Kristianstads DFF            |
| 6         | Repubblica Ceca | 36,500       | Slavia Praga, Sparta Praga, Slovácko            |
| 7         | Danimarca       | 34,500       | HB Køge, Fortuna Hjørring                       |
| 8         | Paesi Bassi     | 30,000       | Twente, Ajax                                    |
| 9         | Kazakistan      | 28,500       | BIIK Kazygurt, Tomiris-Turan                    |
| 10        | Italia          | 26,000       | Juventus, Roma                                  |
| 11        | Islanda         | 25,000       | Valur, Breiðablik                               |
| 12        | Norvegia        | 24,000       | Brann, Rosenborg                                |
| 13        | Scozia          | 23,000       | Rangers, Glasgow City                           |
| 14        | Svizzera        | 23,000       | Zurigo, Servette Chênois                        |
| 15        | Bielorussia     | 21,000       | Dinamo-BDU Minsk, FK Minsk                      |

#### La classifica valida per l'anno 2023
Si presenta ora la classifica dei primi 15 campionati aggiornata al termine della stagione 2021-2022. La presente graduatoria stabilisce i posti UEFA assegnati a ciascun campionato nazionale nella stagione 2022-2023, individuando quindi la griglia di partenza della UEFA Women's Champions League nell'annata 2023-2024.
NOTA: le squadre in corsivo dovranno affrontare due turni preliminari per accedere alla fase a gironi.
| Posizione | Paese           | Coefficiente | Fase a gironi   | Turni preliminari                    |
| --------- | --------------- | ------------ | --------------- | ------------------------------------ |
| 1         | Francia         | 88,333       | Olympique Lione | Paris Saint-Germain, Paris FC        |
| 2         | Germania        | 75,666       | Bayern Monaco   | Wolfsburg, Eintracht Francoforte     |
| 3         | Spagna          | 66,166       | Barcellona      | Real Madrid, Levante                 |
| 4         | Inghilterra     | 66,000       | Chelsea         | Manchester United, Arsenal           |
| 5         | Svezia          | 34,166       |                 | Rosengård, Häcken, Linköping         |
| 6         | Repubblica Ceca | 33,833       |                 | Slavia Praga, Sparta Praga, Slovácko |
| 7         | Italia          | 29,500       |                 | Roma, Juventus                       |
| 8         | Danimarca       | 27,750       |                 | HB Køge, Brøndby                     |
| 9         | Paesi Bassi     | 24,500       |                 | Ajax, Twente                         |
| 10        | Islanda         | 24,250       |                 | Valur, Stjarnan                      |
| 11        | Kazakistan      | 23,000       |                 | BIIK Kazygurt, Oqjetpes              |
| 12        | Norvegia        | 22,500       |                 | Brann, Vålerenga                     |
| 13        | Scozia          | 22,000       |                 | Glasgow City, Celtic                 |
| 14        | Bielorussia     | 19,500       |                 | Dinamo-BGU, FK Minsk                 |
| 15        | Ucraina         | 18,500       |                 | Vorskla, Kryvbas Kryvyj Rih          |